# Igreja do Sagrado Coração (Jamestown)
A Igreja do Sagrado Coração (em inglês: Sacred Heart Church) é um templo religioso católico localizado em Jamestown, capital do território ultramarino britânico de Santa Helena, Ascensão e Tristão da Cunha que está situada na ilha de Santa Helena.
Representa a sede de uma das três paróquias católicas em funcionamento no território, sendo as outras localizadas em Georgetown, na Ilha de Ascensão (Igreja de Nossa Senhora da Ascensão), e em Edimburgo dos Sete Mares, na ilha de Tristão da Cunha (Igreja de São José).
Os primeiros padres católicos chegaram a Santa Helena com Napoleão Bonaparte, após ser exilado na ilha em 1815, embora o templo dedicado ao Sagrado Coração só tenha sido construído em 1852. A congregação faz parte da Missão sui iuris de Santa Helena, Ascensão e Tristão da Cunha (Missio sui iuris Sanctae Helenae, Ascensionis e Tristanensis), que foi criada em 1986, durante o pontificado do Papa João Paulo II.